# زبان ارمنی شرقی
زبان ارمنی شرقی (به ارمنی: արևելահայերեն) یکی از دو زبان استاندارد مدرن ارمنی (زبان‌های هند و اروپایی) است که دیگری زبان ارمنی غربی نام دارد.

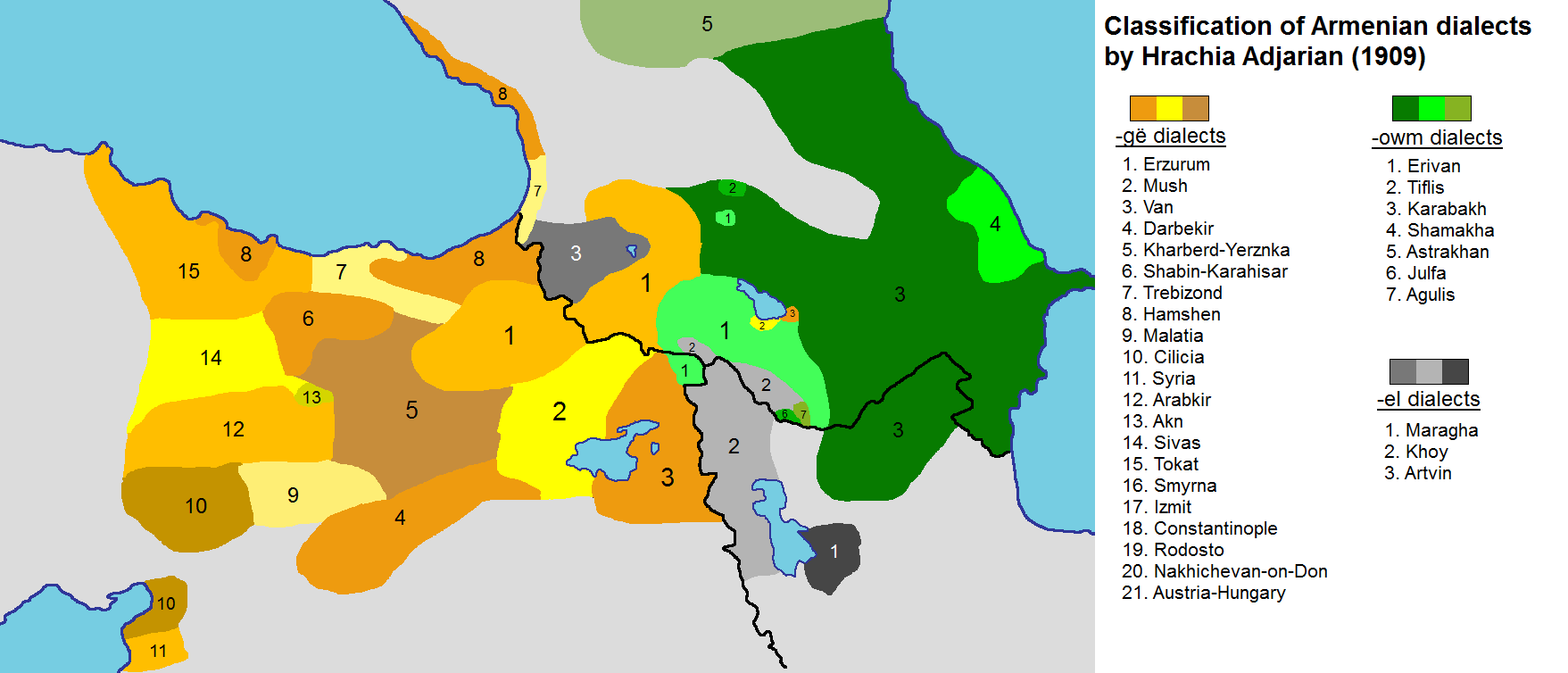
گویش‌های مورد استفاده ارمنیان در سده بیستم، نقاط سبزرنگ زبان آذربایجانی است.

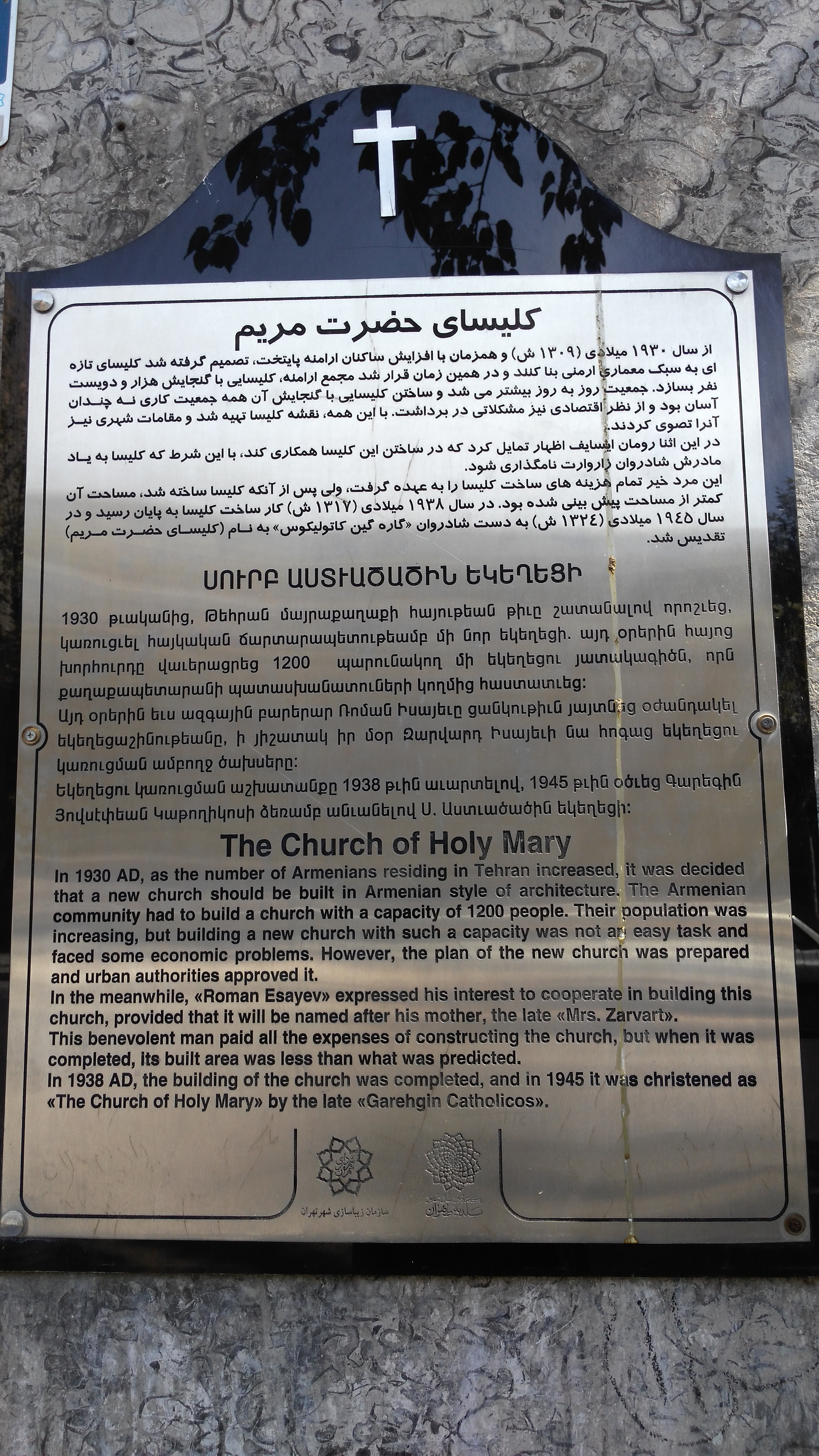
کتیبه ای در تهران در کلیسای مادر مقدس خدا بزبان ارمنی شرقی اما به راس الخط ارمنی سنتی.

ارمنی شرقی در قفقاز و کوه‌ها (به خصوص در جمهوری ارمنستان و جمهوری آرتساخ و همچنین در گرجستان در Wrazahajer بخصوص در شهر آخالکالاکی) و به طبع ارمنستان و جامعه ایران سخن گفته‌است. اگر چه ارامنه در ارمنستان و ارمنی‌های ایران (Պարսկահայերեն Parskahajeren) مشابهت بسیاری در گفتارشان وجود دارد. اما با این وجود در تلفظ تفاوت وجود دارد: در حالی که ارمنی در ارمنستان، گرجستان و مهاجران در روسیه در خط نوشتاری نوشته شده‌است نوشتن ارمنستان رسانه‌ای در ایران ازجمله به عنوان مثال روزنامه آلیک سنتی و به صورت غیر اصلاح شده‌است.
با توجه به مهاجرت ارمنیان به ارمنستان و ایران به‌دلیل نسل‌کشی ارامنه درحال حاضر در کشورها و مناطق عمده ارمنستان غربی هم مورد استفاده قرار می‌گیرد.
ارمنی شرقی در اوایل سده ۱۹ دچار تحول نسبت به زبان ارمنی کلاسیک شده‌است و امروز بر اساس گویش آرارات (ارمنی شرقی) سخن گفته می‌شود.